# 義大利猶太會堂 (威尼斯)

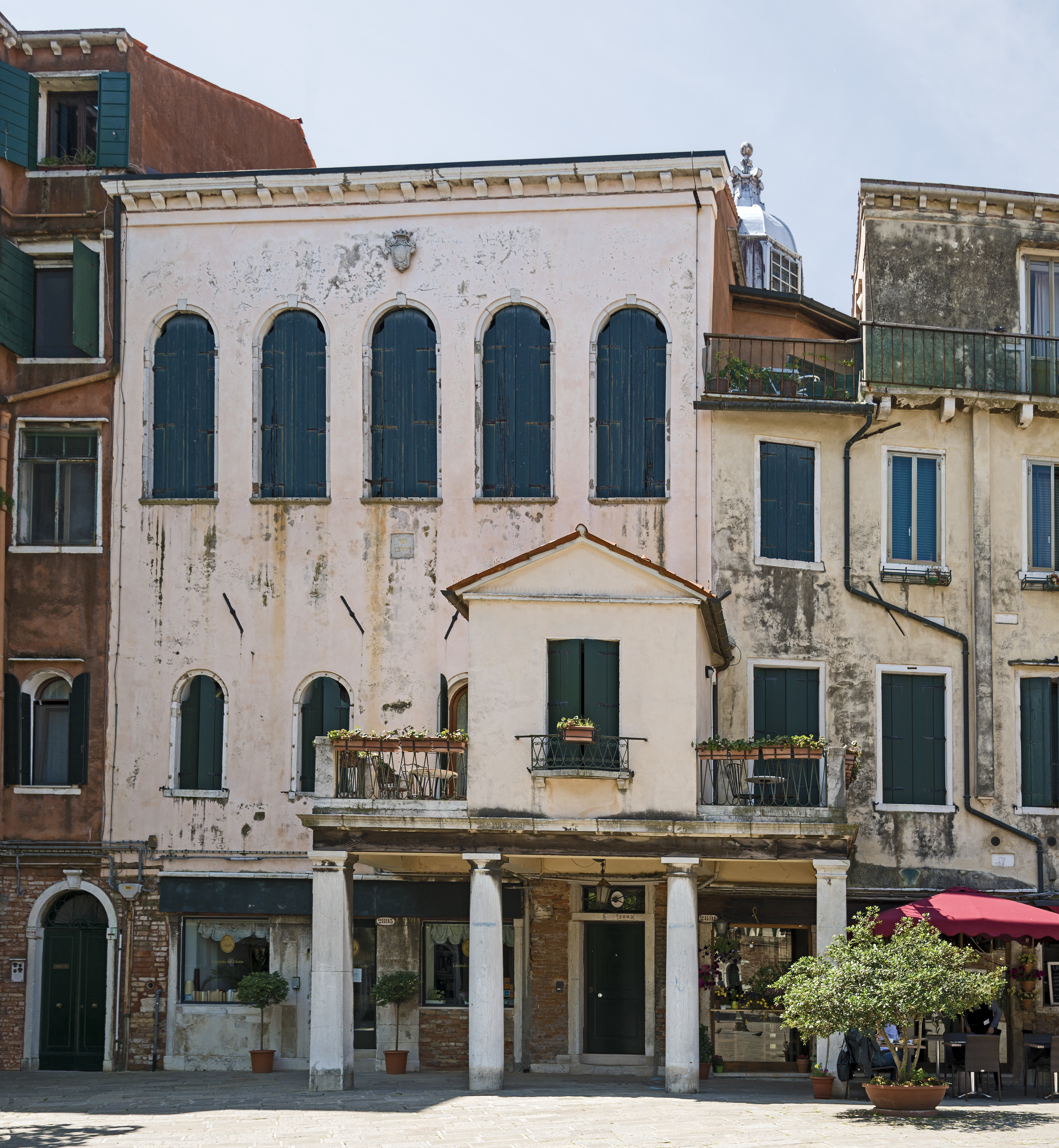

義大利猶太會堂（義大利語：Scuola Italiana）是威尼斯隔都的五座猶太會堂之一。這座猶太會堂修建於1575年，是威尼斯隔都五座猶太會堂中規模最小和最簡單的一座。